# Musée des Missions
Le musée des Missions (en portugais : Museu das Missões) est un musée brésilien situé à São Miguel das Missões, dans l'État du Rio Grande do Sul (Brésil). La création du musée a été l'une des premières initiatives du Service national du patrimoine historique et artistique, aujourd'hui connu sous le nom d'IPHAN.

## Historique
Le SPHAN est créé en 1937. La même année, l'architecte Lucio Costa est envoyé au Rio Grande do Sul pour analyser les vestiges des Sept Peuples des Missions et proposer des mesures de conservation. L'une de ses propositions est de créer un musée pour abriter la statuaire indigène et jésuite disséminée dans la région. En 1938, les vestiges de la réduction de São Miguel ainsi que le bâtiment du musée sont inscrits au patrimoine national brésilien et, en 1940, le musée des Missions est officiellement créé.
Entre 1938 et 1940, l'architecte Lucio Costa dirige les travaux de stabilisation de l'église de São Miguel, la construction du bâtiment du musée, et se charge de la collecte de la statuaire.
La collection actuelle du musée comprend des sculptures datant de l'époque des missions indigènes et jésuites.
Le 24 avril 2016, le musée est frappé par une tornade.